# Lynn D. Compton
Lynn D. Compton (bolj znan kot Buck Compton), ameriški častnik, policist, tožilec in sodnik, * 31. december 1921, Los Angeles, † 25. februar 2012, Burlington, Washington, ZDA.

## Življenjepis
Compton je bil dober športnik, igralec ameriškega nogometa in bejzbolist, ki je igral za UCLA na Rose Bowlu 1. januarja 1943.
Kmalu zatem se je prijavil v Kopensko vojsko ZDA. Med drugo svetovno je poročnik Compton poveljaval 2. vodu Easy čete 506. padalskega pehotnega polka 101. padalske divizije. Za svoje zasluge pri Brécourt Manorju je prejel srebrno zvezdo. V televizijski miniseriji Peščica izbranih ga je upodobil Neal McDonough.
Po vojni je služil kot policist Policijskem oddelku Los Angeles, nakar je postal tožilec pri Okrožnem tožilstvu. Tu je postal najbolj znan kot vodilni tožilec v sojenju proti Sirhan Sirhanu zaradi umora Roberta F. Kennedyja.
Leta 1970 ga je tedanji guverner Kalifornije, Ronald Reagan, imenoval za prisodnika pri Pritožnem sodišču Kalifornije. 1986 se je upokojil.